# Saint-Hilaire-la-Treille
Saint-Hilaire-la-Treille település Franciaországban, Haute-Vienne megyében. Lakosainak száma 360 fő (2022. január 1.). Saint-Hilaire-la-Treille Arnac-la-Poste, Dompierre-les-Églises, Mailhac-sur-Benaize, Saint-Amand-Magnazeix, Saint-Léger-Magnazeix és Saint-Sornin-Leulac községekkel határos.

## Népesség
A település népessége az elmúlt években az alábbi módon változott:
| Lakosok száma | 392  | 386  | 381  | 378  | 374  | 364  | 362  | 360  |
|               | 2013 | 2015 | 2017 | 2018 | 2019 | 2020 | 2021 | 2022 |